# Neurofunk
Neurofunk, znany także jako Future Step, Technoid, Neurotech – odmiana muzyki drum and bass charakteryzującą się bardzo technicznym brzmieniem, gdzie prym wiodą syntetyczne dźwięki automatu basowego TB303 lub pochodnych urządzeń. W przypadku Teebeego (Norweg), jednego z pionierów tej muzyki, neurofunk cechuje się wyrazistą, głęboką linią perkusyjną z częstymi zmianami, oraz basem tworzonym właśnie przy pomocy urządzeń typu TB303.

## Historia
Styl neurofunk oficjalnie powstał na przełomie 2004/2005, lecz początki tego stylu sięgają lat 1997/1998, kiedy to Ed Rush i Optical zaczęli eksperymentować z nowym brzmieniem. Pierwotnie nosił nazwę technoidu (underground) bądź neurotechu jednak ta nazwa się nie przyjęła. Pierwszą wytwórnia wydająca tę muzykę była nieistniejąca już amerykańska Armada Recordings. Wbrew poglądowym opiniom ten styl nie narodził się w Wielkiej Brytanii, gdzie pod wpływem mody na neurofunk cześć artystów tworzących Techstep zaczęto także zaliczać do neurofunku.
Można wyróżnić dwie fale (epoki) rozkwitu tego gatunku muzyki drum'and'bass:
- okolice 2003 - powstanie Shadow Law Recordings; utwory Mayhema i Kiko do początków roku 2008, wydanie albumu Corrupt Souls. Po roku 2008 następuje powolny spadek popularności amerykańskiej sceny neurofunku.

- 2010 (wydanie nowego albumu Audio - Genesis Device) do 2015. Rozkwit europejskiej sceny za sprawą takich wytwórni jak Eatbrain, Vision, Blackout czy Virus, głównie we wschodniej  części Europy (Węgry, Czechy, Ukraina, Rosja, Bułgaria, Grecja), ale także w Niemczech, Austrii, Holandii oraz Wielkiej Brytanii.

## Charakterystyka gatunku
Pomimo iż Drum'n'Bass nie może być rozpatrywany jako muzyka w sposób klasyczny, charakterystyczną cechą neurofunku jest najczęściej używana gama dźwięków, tj. gama Molowa Naturalna (tercja, seksta oraz septyma pomniejszone), z naciskiem na subdominantę. Właśnie skala dźwięków i intensywnie zreverbowane dźwięki lead tworzą atmosferę neurofunku. Rytm z kolei to zazwyczaj jeden dość prosty break w tempie 160-180 bpm (najczęściej 174), oparty na synkopie (kick, hat, snare, hat, hat, kick, snare, hat).
Oprócz analogowych urządzeń do produkcji muzyki elektronicznej, w dzisiejszych czasach używa się programów komputerowych, wśród których najważniejsze to: Ableton Live, Propellerheads Reason, Steinberg Cubase.

## Artyści
Przykładowi artyści tworzący neurofunk to (kolejność przypadkowa):  
- Noisia
- Black Sun Empire